# ماريو فونتانا
ماريو فونتانا (بالإيطالية: Mario Fontana)‏ (26 يوليو 1906 ميلانو إيطاليا - ) هو لاعب كرة قدم إيطالي، يلعب كحارس مرمى، لعب 142 مباراة وسجل 181 هدف.

## مسيرته

### مسيرته مع الأندية
- 1927 - 1928 لعب مع إنتر ميلان مباراة سجل خلالها 6 أهداف.
- 1930 - 1933 لعب مع اتحاد بافيا لكرة القدم 78 مباراة سجل خلالها 107 هدف.
- 1933 - 1934 لعب مع نادي كاتانيا 14 مباراة سجل خلالها 12 هدف.
- 1934 - 1935 لعب مع ASD HSL Derthona [الإنجليزية]‏ 11 مباراة سجل خلالها 37 هدف.
- 1937 - 1940 لعب مع نادي كومو 27 مباراة.
- 1942 - 1943 لعب مع نادي بياتشينزا 11 مباراة سجل خلالها 19 هدف.